# Hypopyra vespertilio
Hypopyra vespertilio är en fjärilsart som beskrevs av Fabricius 1787. Hypopyra vespertilio ingår i släktet Hypopyra och familjen nattflyn. Inga underarter finns listade i Catalogue of Life.